# Isidora Goyenechea

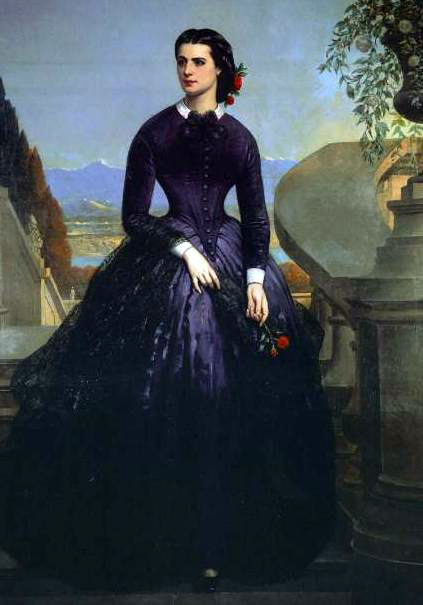
Isidora Goyenechea

Isidora Goyenechea, född 1836, död 1897, var en chilensk industrialist. Hon ägde och drev kolgruvorna i Lota och Coronal 1873-1897 och var då en av världens mest förmögna personer, enligt dåtida uppskattningar i New York Times och Le Figaro.